# الجرجار (الشعر)

تعديل مصدري - تعديل

الجرجار محلة تابعة لقرية حقر، التابعة لعزلة الا ملؤك بمديرية الشعر إحدى مديريات محافظة إب في الجمهورية اليمنية، بلغ تعداد سكانها 21 حسب تعداد اليمن لعام 2004.